# Antonio Guerra (Choreograf)

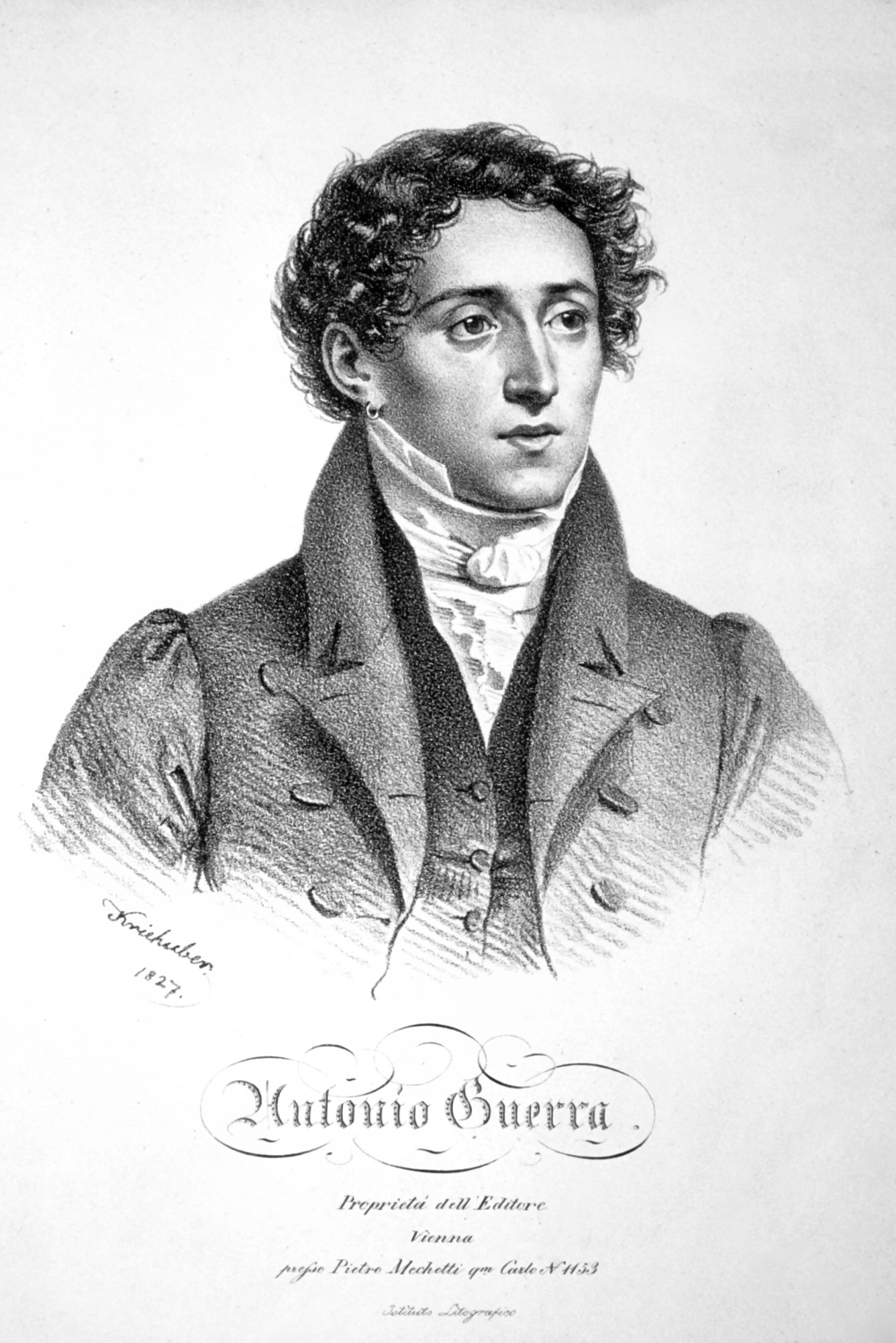
Antonio Guerra, Lithographie von Josef Kriehuber, 1827

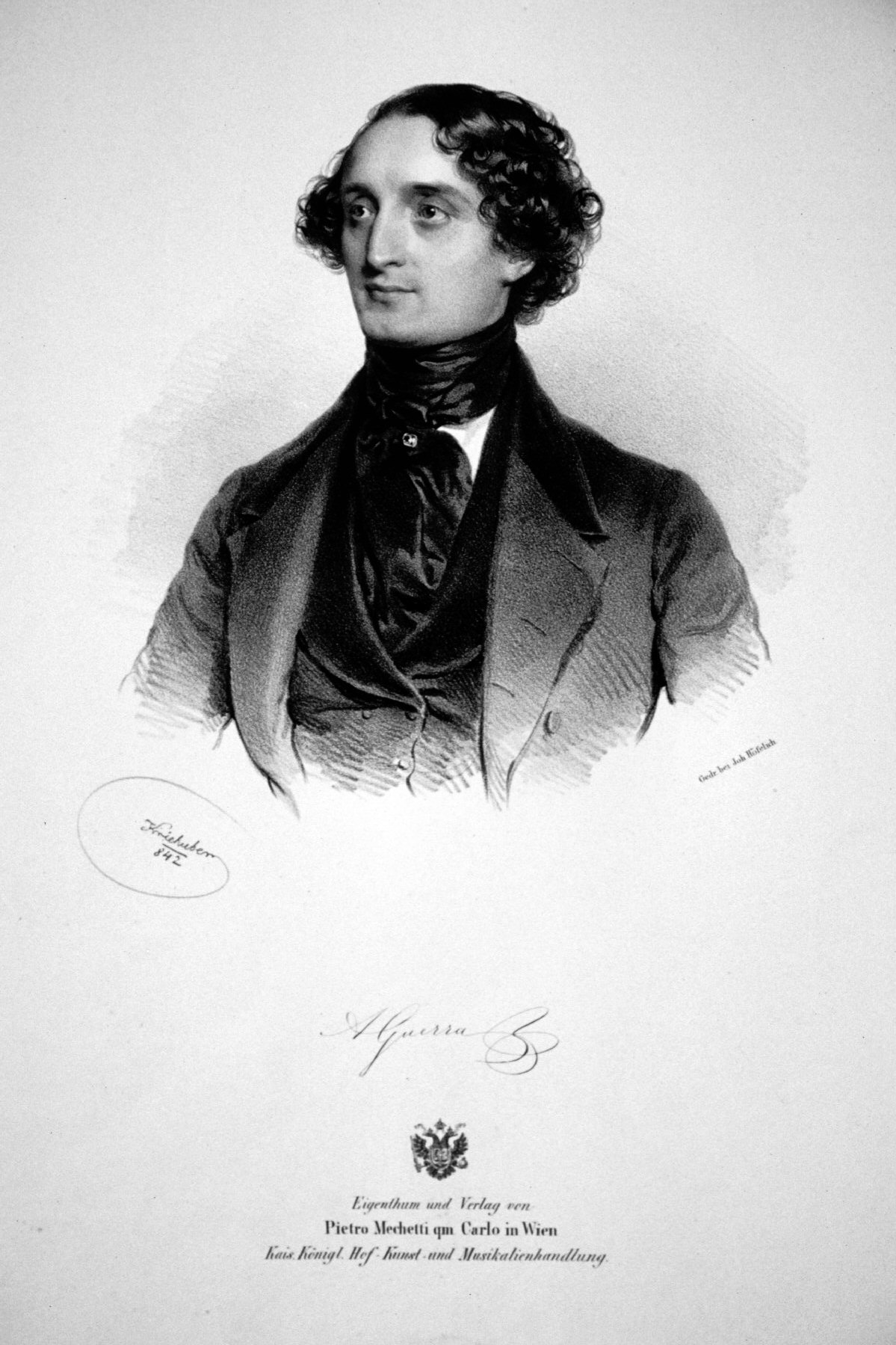
Antonio Guerra, Lithographie von Josef Kriehuber, 1842

Antonio Guerra (* 30. Dezember 1810 in Neapel; † 19. Juli 1846 in Neuwaldegg bei Wien) war ein italienischer Ballettmeister und Choreograph.

## Leben
Über das Leben des Antonio Guerra ist wenig bekannt. Er bekleidete in den Jahren 1826, 1827 und 1841–1846 die Position eines Ballettmeisters des Kärntnertortheaters in Wien. 1840 hielt er sich in London auf, wo er die Ballette Le Lac des Fées (Musik Daniel-François-Esprit Auber) und Le Toréador am Her Majesty’s Theatre choreographierte. Er war zu seiner Zeit einer der bekanntesten Choreographen.